# Swansea, Tasmanien
Swansea är en ort i Australien. Den ligger i kommunen Glamorgan/Spring Bay och delstaten Tasmanien, i den sydöstra delen av landet, omkring 100 kilometer nordost om delstatshuvudstaden Hobart. Antalet invånare är 530.
Trakten är glest befolkad. Swansea är det största samhället i trakten. Genomsnittlig årsnederbörd är 635 millimeter. Den regnigaste månaden är november, med i genomsnitt 107 mm nederbörd, och den torraste är augusti, med 32 mm nederbörd.